# Stawudyna
Stawudyna (d4T) (łac. stavudinum) – wielofunkcyjny organiczny związek chemiczny, pochodna nukleozydów, prolek stosowany w leczeniu zakażeń ludzkim wirusem niedoboru odporności. 

## Mechanizm działania
Stawudyna zostaje przekształcona wewnątrzkomórkowo w procesie fosforylacji oksydacyjnej w czynny metabolit  trójfosforan stawidyny. Trójfosforan stawidyny jest kompetencyjnym inhibitorem odwrotnej transkryptazy ludzkiego wirusa niedoboru odporności (HIV-1). 

## Zastosowanie
- skojarzone leczeniu przeciwretrowirusowe u pacjentów zakażonych HIV

Jest dopuszczona do obrotu w Polsce (2018). Znajdowała się na wzorcowej liście podstawowych leków Światowej Organizacji Zdrowia (WHO Model Lists of Essential Medicines) do roku 2015.

## Działania niepożądane
Podstawowym działaniem ubocznym stawudyny jest polineuropatia występująca u 15-20% chorych. Poza tym stawudyna może powodować następujące działania niepożądane u ponad 1% pacjentów: lipodystrofia, bezobjawowa hyperlaktatemia, zaburzenia depresyjne, zawroty głowy, niezwykłe marzenia senne, ból głowy, bezsenność, zaburzenia myślenia, senność, biegunka, ból brzucha, nudności, niestrawność, wysypka, świąd oraz zmęczenie